# Apethymus filiformis
Apethymus filiformis là một loài côn trùng trong họ Tenthredinidae. Loài này được Klug miêu tả khoa học đầu tiên năm 1818.
Đây là loài gây hại của cây Quercus petraea, phát triển phổ biến ở Romania.